# عرفان حسین یزدی
عرفان حسین یزدی (متولد ۱۹ اسفند ۱۳۶۹) کشتی‌گیر آزاد ‌کار تهرانی تیم ملی ایران است. او در مسابقات قهرمانی کشتی آسیا ۲۰۱۲ مدال برنز را کسب کرده‌است.
او همچنین مدال‌های زیاد دیگری را در رده‌های مختلف سنی در مسابقات داخلی و خارجی کسب کرده است.